# Prasinocyma eichhorni
Prasinocyma eichhorni är en fjärilsart som beskrevs av Louis Beethoven Prout 1920. Prasinocyma eichhorni ingår i släktet Prasinocyma och familjen mätare. Inga underarter finns listade i Catalogue of Life.